# Сигналы — Приключения в космосе
«Сигналы — Приключения в космосе» (нем. Signale - Ein Weltraumabenteuer, пол. «Sygnały MMXX») — научно-фантастический художественный фильм совместного производства ГДР и Польши, снятый режиссёром Готфридом Кольдицем на киностудии ДЕФА в 1970 году.
По замыслу авторов, фильм должен был стать ответом кинематографистов стран Варшавского блока на культовую киноленту «Космическая одиссея 2001 года» Стэнли Кубрика (1968 г.).

## Сюжет
Середина XXI века. После получения таинственного сигнала, исследовательский космический корабль «Икариос» подвергся уничтожению. На Земле созвана международная космическая экспедиция, которая отправляет Группу поиска для исследования космоса в поисках инопланетных цивилизаций. Цель экспедиции — обнаружения места отправки и расшифровка таинственных сигналов и проведения расследования в месте катастрофы в непосредственной близости от Юпитера.

## В ролях
- Гойко Митич — Терри
- Пётр Павловский — Вейкко, комендант «Лайки»
- Евгений Жариков — Павел
- Юрие Дарие — командор
- Фред Людвиг — инженер космической станции «Луна-Nord»
- Альфред Мюллер — Конрад
- Карин Уговски — Кристина
- Эва Шикульская — Рози
- Хельмут Шрайбер — Гастон
- Фриц Мор — навигатор Икарос
- Обри Панкей — Академик
- Сохейр Эль-Моршиди — Самира
- Збигнев Саван — руководитель космической станции «Луна-Nord»
- Ирена Карел — Жуана
- Фридрих Рихтер — руководитель спасательной команды